# Arxivers sense Fronteres
Arxivers sense Fronteres (AsF) és una organització no governamental sense ànim de lucre de caràcter internacional, constituïda el 1998 a Barcelona, que té l'objectiu de cooperar i lluitar per a la defensa dels drets individuals dels ciutadans i els drets col·lectius dels pobles, tot fomentant els valors d'identitat, solidaritat i dret a la informació en els camps de l'arxivística, el patrimoni documental i la recuperació de la memòria històrica.
L'associació és membre del Consell Internacional d'Arxius (CIA), enquadrada dins les branques territorials de l'ALA (Amèrica Llatina), EURBICA (Països Europeus) i a la secció de l'SPA (Associacions Professionals d'Arxivers i Gestors de Documents). Des de 1992 forma part de la xarxa "Arxivers sense Fronteres Internacional".

## Història

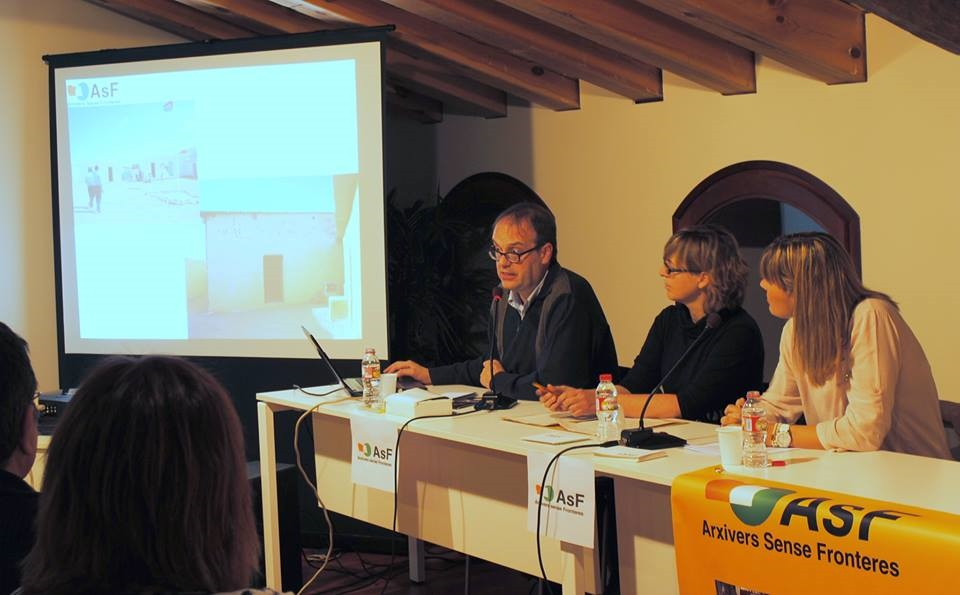
Sessions d'Arxius i Drets Humans: presentació del projecte de l'Arxiu de la República Àrab Sahrauí Democràtica (RASD)

L'associació es va constituir a Barcelona l'any 1998 per un grup d'arxivers voluntaris amb la finalitat de realitzar projectes de cooperació i solidaritat en l'àmbit de la gestió documental i el patrimoni documental, tot aplicant els valors ètics universals d'identitat, memòria, dret a la informació i defensa dels drets humans en el desenvolupament de les seves tasques solidàries.
L'any 2002, però, l'associació modifica els seus estatuts amb la finalitat de crear la xarxa "Arxivers sense Fronteres Internacional", integrada per persones jurídiques sense ànim de lucre de diversos països que es coordinen a fi d'assolir els objectius definits en la Carta Internacional d'Arxivers sense Fronteres. En aquell moment l'associació passa a formar part, com una secció més d'aquesta xarxa internacional, i adopta el nom d'Arxivers sense Fronteres Espanya.

## Òrgans de govern
Actualment la seva estructura es basa en dos òrgans de govern:
- L'Assemblea General formada pel conjunt de socis de l'entitat i que constitueix el màxim òrgan de decisió de les actuacions de l'associació. L'assemblea es reuneix, com a mínim, una vegada a l'any i en sessió ordinària, i tots els socis i sòcies de l'associació poden anar, donar el seu parer i votar per manifestar i defensar els seus drets com a socis. També es poden celebrar reunions extraordinàries si cal. Cada quatre anys l'Assemblea general realitza eleccions generals per acordar els membres que conformaran la Junta Directiva.
- La Junta Directiva és l'òrgan executiu que representa i desenvolupa les decisions preses per l'Assemblea General. Els seus membres són elegits per un període de quatre anys amb possibilitat de ser reelegits. D’acord amb els estatuts de l'entitat formen part de la Junta Directiva el president/a, el vicepresident/a, el secretari/a, el tresorer/a i els vocals. Aquests càrrecs han de ser exercits per persones diferents. Les seves sessions són convocades pel president/a i es reuneixen, com a norma general, un cop al mes. Les seves funcions principals són:
  - Explicar la gestió duta a terme durant l'exercici anterior i les propostes de futur que vol endegar a les reunions de l'Assemblea General.
  - Dirigir, administrar i representar a AsF
  - Complir les decisions preses en l'Assemblea General
  - Establir grups de treball per aconseguir de la manera més eficient i eficaç els fins d'AsF, i autoritzar els actes que aquests grups projectin dur a terme.
  - Dur a terme les gestions necessàries davant d'organismes públics i privats, per tal d'aconseguir el suport en els projectes d'AsF.

## Objectius
- Protegir la identitat i la memòria històrica dels pobles en el context de la diversitat cultural.
- Col·laborar en la preservació dels arxius i el patrimoni documental en aquelles societats que es troben immerses en un risc important de pèrdua de la seva documentació.
- Impulsar projectes de cooperació a l'entorn de la gestió documental i els arxius a les administracions públiques de països en vies de desenvolupament com una de les polítiques de foment i modernització de l'organització administrativa de les institucions.
- Promoure i vetllar per la conservació dels arxius perquè donen garantia als ciutadans de l'exercici dels seus drets, atès que els documents aporten les proves o els testimonis documentals de la identitat de les persones, del reconeixement dels seus béns i de les activitats i relacions que han mantingut amb els organismes públics.
- Impulsar el dret d'accés dels ciutadans als arxius de les institucions públiques i fomentar la transparència administrativa dels organismes públics com un dret inherent als règims democràtics.
- Promoure la formació d'arxivers en aquells indrets on la manca de recursos impedeix formar a professionals especialitzats en arxivística, d'acord amb els coneixements i la doctrina arxivística internacional.
- Cooperar amb les entitats i les associacions de l'àmbit dels arxius i el patrimoni documental i, així mateix, amb aquelles entitats relacionades amb la defensa dels drets humans.
- Fomentar les relacions humanes i solidàries entre els arxivers de tot el món.[2]

## Projectes

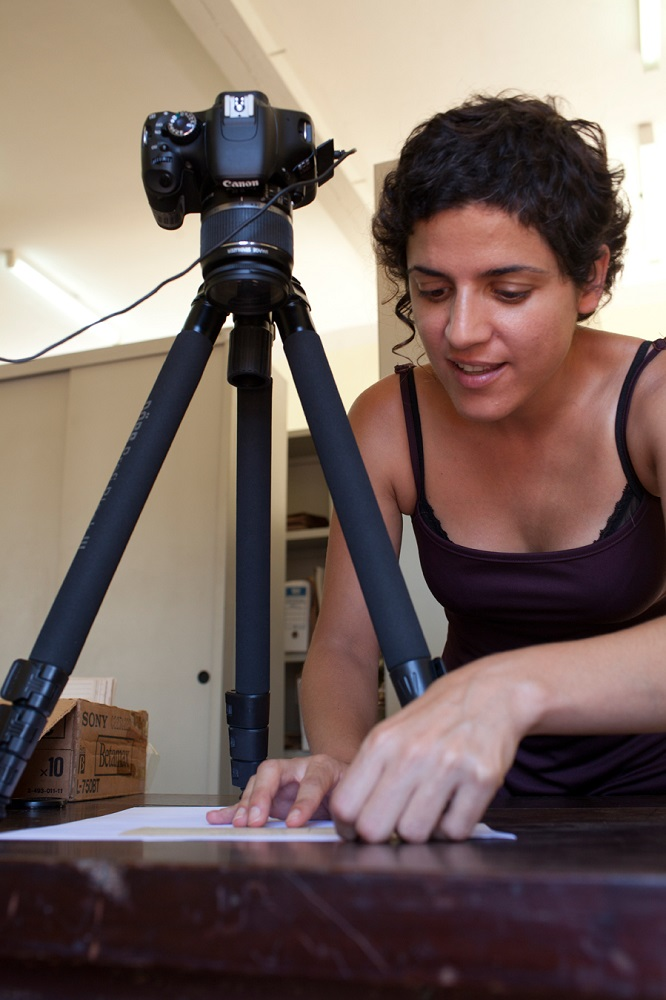
Projecte de digitalització dels fons històrics de l'Arxiu de la Societat de Beneficència de Naturals de Catalunya a l'Havana Cuba.

L'experiència en el terreny de la cooperació d'una bona part del nucli originari d'arxivers que va crear aquesta organització no era nul·la, perquè l'any 1997 havien participat prèviament –a títol personal i amb el suport de diverses institucions– en un conjunt de projectes destinats als ajuntaments de les ciutats de Malabo, Baney, Luba, Rebola i Riaba (Guinea Equatorial) per a millorar les necessitats bàsiques des del punt de vista administratiu, en un clima de postguerra i de transició a la democràcia.
En aquests quinze anys de vida de l'associació s'han portat a terme diferents activitats de cooperació internacional, entre aquestes ens trobem amb els projectes propis impulsats per l'associació, però també amb col·laboracions amb altres entitats. A continuació us fem una relació d'aquests projectes i activitats:
- 1997-2001. Organització dels arxius dels municipis de Baney, Luba, Malabo, Rebola i Riaba, República de Guinea Equatorial.[4]
- 2000-2001. Projecte de creació de dues aules d'informàtica a les ciutats de Malabo i Bata, República de Guinea Equatorial
- 2001. Barcelona Coopera I i II. Col·laboració amb la Fundació Cirem (Centre d'Iniciatives Europees a la Mediterrània) per realitzar un projecte d'un portal web per a ONGs mitjançant el programa Barcelona Solidària.[5]
- 2001. Projecte Arxivers Solidaris: Iniciativa de la Secció d'Associacions Professionals (SPA) del CIA i d'ASF de coordinació d'accions relacionades amb processos d'organització documental i de preservació dels arxius dels països en via de desenvolupament.
- 2001-2005. Seminari de formació en arxivística per al personal dels arxius de Bòsnia i Hercegovina en conveni de col·laboració amb l'ONG PAU- ARA.[6]
- 2002-2006. Projecte d'organització, digitalització i microfilmació del fons documental produït pel bisbe Pere Casaldàliga de l'Arxiu de la Prelatura de São Félix do Araguaia, Brasil
- 2003-2004. Projecte d'història oral per a la recuperació de la memòria d'Ernesto Guevara de la Serna, durant la seva estada a Misiones (Argentina) en col·laboració amb AsF Argentina.
- 2005-2010. Organització de l'Arxiu de la Comuna Urbana de Fes, Marroc en col·laboració amb AsF França.
- 2005- Fins a l'actualitat. Projecte d'organització i accés als arxius i documents dels règims repressius de Llatinoamèrica
- Recuperació i organització dels arxius i fons documentals produïts pels diversos governs de les dictadures militars de Llatinoamèrica, sobretot dels anys setanta i vuitanta, així com de la documentació produïda per les entitats socials de defensa dels drets humans que han treballat en el decurs de les darreres dècades en la lluita pel coneixement de la veritat, la demanda de justícia per a les víctimes i persones afectades, i la restitució dels drets morals i socials dels ciutadans.
- Elaboració d'un cens dels arxius de les dictadures militars de Llatinoamèrica, impulsat per Arxivers sense Fronteres conjuntament amb diversos grups de treball d'arxivers d'aquells països, utilitzant una metodologia de treball comuna que possibilita elaborar un inventari homogeni amb una estructura similar que permetrà consultar les dades informatitzades d'una manera global, i la creació d'una pàgina web per a donar accés a aquesta consulta.
- 2005. Curs “Arxius: reptes i oportunitats al segle XXI” i seminari de formació en arxivística “L'accés a la informació pública: l'aplicació del dret d'accés” a Quito
- 2005. Projecte de col·laboració amb l'Associació per a la Recuperació de la Memòria Històrica de Catalunya (ARMHC) en la recerca d'informació dels desapareguts de la Guerra Civil espanyola a diferents ciutats de Catalunya
- 2006. Ordenació del fons personal de Monsenyor Proaño a l'arxiu municipal d'Otavalo i el diocesà de Riobamba a l'Equador.
- 2006. Estudi de prospecció de l'arxiu del districte d'Ilha Ibo, a la província de Cabo Delgado, Moçambic
- 2006- Fins a l'actualitat. Organització dels Arxius del Casals Catalans arreu del món: Centre Català de Rosario i el Casal de Catalunya de Buenos Aires (Argentina), el Casal Català de Montevideo (Uruguai), l'Orfeó Català de Mèxic (Mèxic) i la Societat de Beneficència de Naturals i Descendents de Catalunya de l'Havana (Cuba).
- 2006- Fins a l'actualitat. Projecte de col·laboració amb l'Arxiu Nacional de la República Àrab Sahrauí Democràtica (Algèria)
- 2007-2008. Projecte de col·laboració amb el Centro de Documentación y Archivo para la Defensa de los Derechos Humanos. Corte Suprema de Justicia (Asunción, Paraguai)
- Col·laboració en el procés de digitalització del fons documental que es conserva en l'arxiu de la policia militar del general Stroessner (1954-1989, càrrec que tingué una participació rellevant en l'Operació Còndor). Aquest arxiu té el sobrenom d'Arxiu del Terror, situat en el Centro de Documentación y Archivo para la Defensa de los Derechos Humanos amb seu a la ciutat d'Asunción, amb l'objectiu de facilitar la conservació de la documentació.
- Compra d'un escàner i formació tècnica al personal de l'Arxiu per tal de poder-lo emprar per a digitalitzar els documents.
- Dos cursos de formació en arxivística adreçats al personal de l'arxiu i al personal que treballa a la Corte Suprema de Justícia i a altres persones vinculades a diverses institucions i entitats del país amb el propòsit de donar a conèixer els principis de la metodologia arxivística d'organització dels fons documentals.
- 2007- Fins a l'actualitat. Consell Consultiu Internacional del Projecte de recuperació de l'Archivo Histórico de la Policía Nacional de Guatemala. Procuradoría de los Derechos Humanos
- Arxivers sense Fronteres forma part del Consell Consultiu Internacional (CCI), integrat per persones i entitats de diversos països relacionats amb la defensa dels drets humans i la recuperació de la memòria dels pobles. Aquest organisme ha creat el projecte de recuperació de l'Archivo Histórico de la Policía Nacional de Guatemala que conserva la documentació produïda per aquell organisme públic en el decurs del segle xx, entre la qual hi ha la documentació generada pels diversos règims militars del país.
- 2007-2010. Projecte dels nens de la presó de l'Uruguai durant la dictadura militar (1973-1985) en col·laboració amb Arxivers sense Fronteres-Uruguai.[7]
- 2007. Projecte de catalogació i restauració de cartells de la Fundación Salvador Allende a Santiago de Xile amb la col·laboració amb la Fundación Salvador Allende i Arxivers sense Fronteres - Perú
- 2008. Seminari taller Introducció a la gestió dels documents electrònics a Lima, Perú.